# William Fitzwilliam (Kaufmann)
Sir William Fitzwilliam (* um 1460; † zwischen 28. Mai und 5. September 1534) war ein englischer Kaufmann, der mehrfach als königlicher Beamter diente und zum Angehörigen der Gentry aufstieg.

## Herkunft und Aufstieg als Kaufmann
William Fitzwilliam war möglicherweise ein jüngerer Sohn von John und Ellen Fitzwilliam aus Milton und Greens Norton in Northamptonshire. Er begann seine Karriere in London im Dienst des Kaufmanns Sir John Percyvale, dem Ehemann von Dame Thomasine Percyvale. Schließlich konnte er sich als Stoffhändler selbständig machen und erhielt im Mai 1490 die Zulassung zur Livery of the Merchant Taylors’ Company. 1494 und 1498 wurde er als Warden der Livery Company gewählt, 1499 wurde er zum Master gewählt. Später war er auch in Calais als Kaufmann tätig. Ab 1503 war er Alderman der Broad Street in London. Im Auftrag seiner Livery Company soll er im Januar 1503 eine neue Charter von König Heinrich VII. erhalten haben. Diese neue Charter war jedoch äußerst umstritten, denn sie griff in die Rechte und Zuständigkeiten von anderen Londoner Livery Companies ein. Als Fitzwilliam 1505 als Sheriff von London kandidieren wollte, wurde seine Bewerbung von der City of London abgelehnt. Daraufhin griff der König ein und ernannte ihn 1506 für ein Jahr anstelle des gewählten Sheriffs zum Sheriff von London. Fitzwilliam war in London nun so unbeliebt, dass der Lord Mayor und die Aldermen 1510 von ihm verlangten, erneut für ein Jahr das Amt des Sheriffs zu übernehmen. Als er dies verweigerte, verlor er sein Bürgerrecht. Dazu sollte er eine Strafe von 1000 Mark zahlen. Obwohl er wenig später sein Bürgerrecht zurückerhielt und auch die Strafe auf Anordnung der Star Chamber im Juli 1511 erlassen wurde, verließ Fitzwilliam London.

## Aufstieg zum Landadligen
Nachdem Fitzwilliam London verlassen hatte, trat er als Schatzmeister und Kämmerer in den Dienst von Erzbischof Wolsey, der ihn bereits zuvor im Streit mit der City of London hatte. Fitzwilliam brach jedoch den Kontakt zur City of London nicht ab und behielt auch seine Häuser und Grundstücke in der Stadt. Dank Wolsey, der zum führenden Minister von Heinrich VIII. wurde, wurde er Mitglied des königlichen Rats. Bereits vor 1506 hatte Fitzwilliam das Gut von Milton in Northamptonshire erworben, dazu besaß er Gaynes Park in Chigwell in Essex. Von 1513 bis 1515 diente er als Sheriff von Essex. 1515 wurde er zum Ritter geschlagen und zog nach Milton. 1523 und 1528 diente er als Sheriff von Northamptonshire. Nachdem Wolsey die Gunst des Königs verloren hatte, besuchte er im April 1530 Fitzwilliam auf seinem Gut in Milton. Bei seinem Tod besaß Fitzwilliam neben seinen Besitzungen in London, Essex und Northamptonshire auch Ländereien in Lincolnshire und Hertfordshire, aus denen er insgesamt jährliche Einkünfte von über £ 330 hatte.

## Ehen und Nachkommen
Fitzwilliam hatte in erster Ehe Anne Hawes, eine Tochter von Sir John Hawes geheiratet. Mit ihr hatte er mehrere Kinder, darunter:
- Sir William Fitzwilliam († 1552)
- Richard
- Elizabeth
- Anne († 1553) ⚭ Sir Anthony Cooke

In zweiter Ehe heiratete er Mildred, eine Tochter von Sir Richard Sackville aus Buckhurst. Mit ihr hatte er mindestens drei weitere Söhne:
- Christopher
- Francis
- Thomas

In dritter Ehe heiratete Fitzwilliam Jane, eine Tochter von John Ormond.
Er starb zwischen dem 28. Mai und dem 5. September 1534. Er wurde in einem Marmorgrab in der Kirche von Marholm bei Milton begraben, die auf seine Kosten renoviert worden war. Er hatte zwei Testamente hinterlassen. In seinem ersten Testament vom 26. Mai 1533 vermachte er vier Armenhäusern in Northamptonshire und der Londoner Merchant Taylors’ Company 1200 Mark mit der Auflage, für sein Seelenheil Messen lesen zu lassen. In seinem zweiten Testament, das er am 28. Mai 1534 in London aufgesetzt hatte, teilte er seinen Landbesitz unter seinen Kindern auf. Auch seine Witwe wurde mit Landbesitz und einem Haus in London versorgt.